# Tennōji Zoo
Koordinaten: 34° 39′ 2,7″ N, 135° 30′ 32,5″ O
Der Tennōji Zoo (jap. 天王寺動物園 Tennōji dōbutsuen) ist der Zoo der japanischen Stadt Osaka, der sich im Stadtbezirk Tennōji befindet. Direkt neben dem Zoo liegt der Shitennō-ji, ein buddhistischer Tempel.

## Geschichte
Der Tennōji Zoo wurde am 1. Januar 1915 eröffnet. Er ist damit der drittälteste Zoo in Japan. Aufgrund der zentralen Stadtlage versteht sich der Zoo als Oase zur Entspannung für die Besucher der Millionenstadt Osaka. 2015 beging der Zoo anlässlich seines hundertjährigen Bestehens ein großes Fest mit verschiedenen Gedenkveranstaltungen.

## Anlagenkonzept
Der Tennōji Zoo liegt auf einer Fläche von etwa 11 Hektar mitten in der Stadt Osaka und ist von Wohn- und Geschäftshäusern sowie Durchgangsstraßen umgeben. Die Anlagen für die Tiere sind teilweise dicht beieinander angeordnet. So befinden sich auch die Gehege für Raubtiere teilweise in unmittelbarer Nachbarschaft von Arten, die in freier Wildbahn zu ihren Beutetieren zählen. In einem Informationszentrum erhalten die Besucher Hinweise über die ausgestellten Arten sowie zum Natur- und Artenschutz. Dort ist auch ein ausgestopftes Exemplar des ausgestorbenen Japanischen Seelöwen (Zalophus japonicus) zu besichtigen. Flusspferde können durch die Scheiben eines Unterwasserbeobachtungsbeckens beim Verhalten im Wasser beobachtet werden. Ein Reptilienhaus, ein Bärenhaus, ein Vogelhaus mit einer Freiflughalle sowie ein Affen- und ein Nachttierhaus in der Sektion Asian Tropical Rainfors enthalten selten gehaltene Tiere, beispielsweise den Westlichen Tiger-Querzahnmolch (Ambystoma mavortium), die Streifenköpfige Bartagame (Pogona vitticeps) oder den Senegal-Galago (Galago senegalensis).

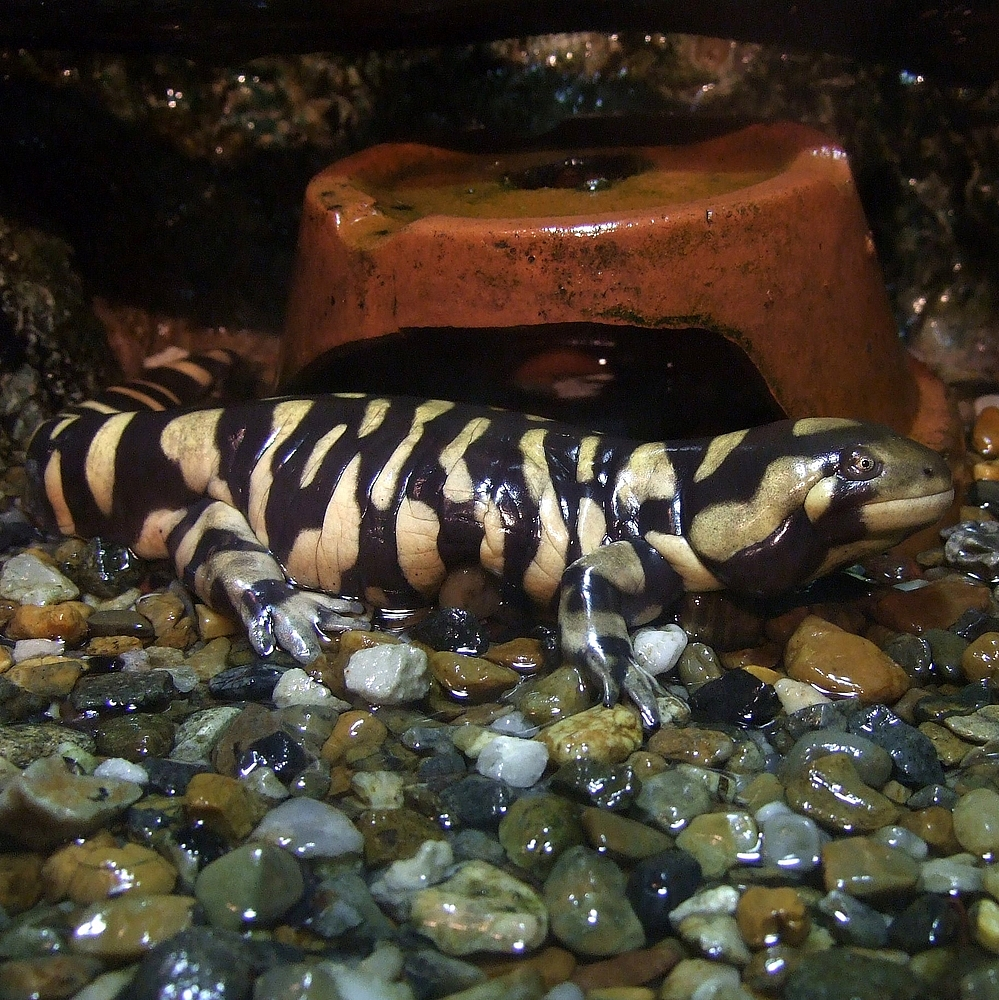
Westlicher Tiger-Querzahnmolch
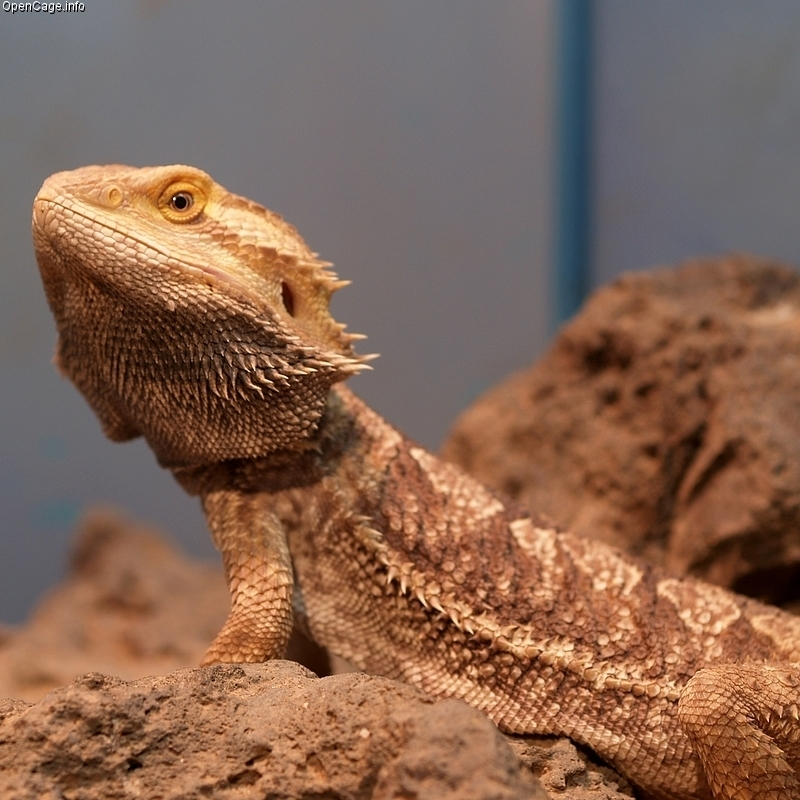
Streifenköpfige Bartagame
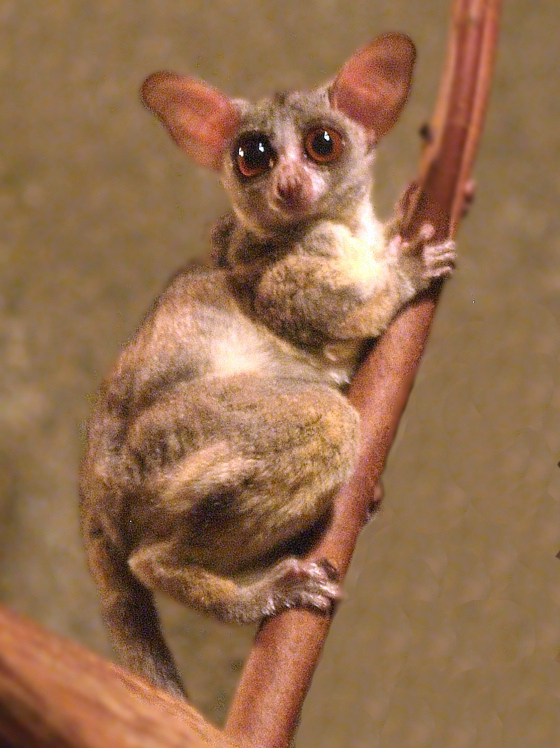
Senegal-Galago
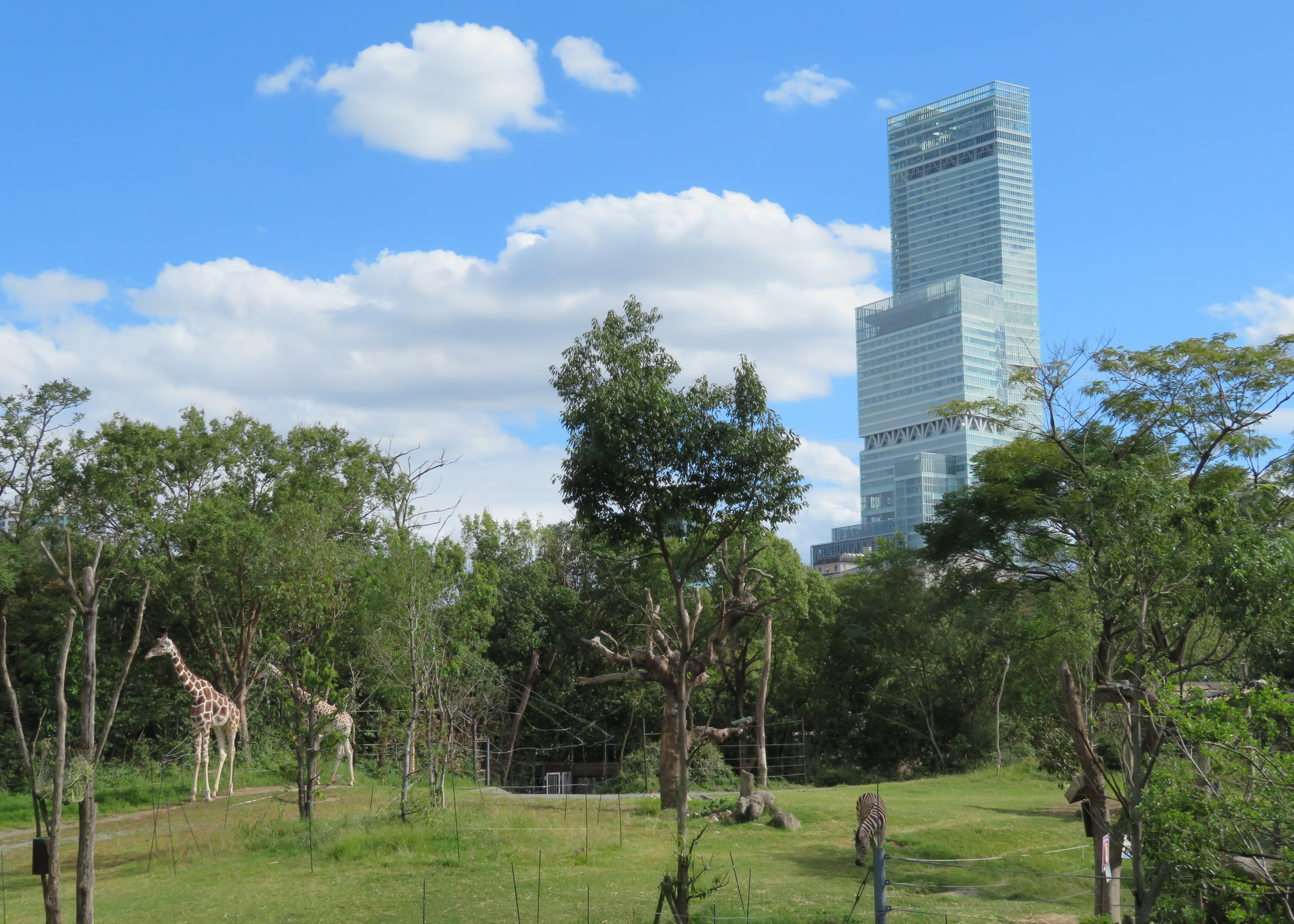
Giraffenanlage vor dem Abeno-Harukas-Hochhaus
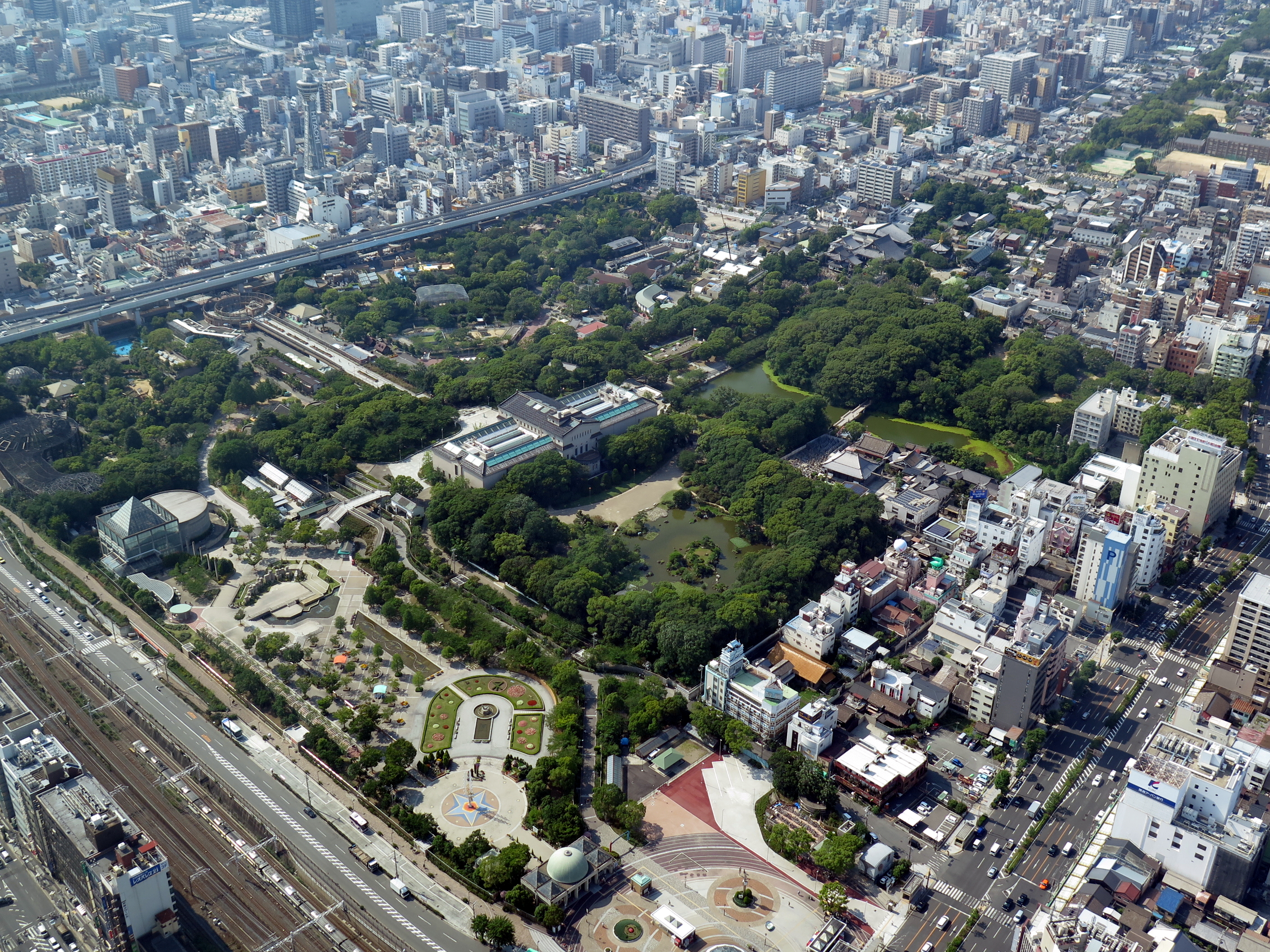
Luftaufnahme des Zoos

## Tierbestand
Bis Ende 2022 verfügte der Tennōji Zoo über ca. 180 Tierarten mit rund 1000 Exemplaren. Einige der gezeigten Arten werden von der IUCN als gefährdet eingestuft. Gehalten werden Säugetiere, Vögel, Reptilien und Amphibien aller Kontinente. Nach dem Prinzip von Umwelt-Habitaten werden die Tiere auf Geländen gezeigt, die ihrem natürlichen Lebensraum so weit wie möglich nachgebildet sind.

## Sonderprogramme
Besucher haben die Möglichkeit an der Fütterung bestimmter Tiere teilzunehmen oder in einem Streichelzoo den Tieren nahe zu sein. In saisonalen oder Wochenendveranstaltungen werden Kirschblütentage, Nachtwanderungen über die Anlagen oder Gespräche mit Tierpflegern organisiert.

## Trivia
Japan ist eines der am stärksten von Erdbeben gefährdeten Länder der Welt. Jedes Jahr werden daher im ganzen Land Katastrophenübungen abgehalten. Der Zoo Tennoji ging bei einer solchen Übung davon aus, dass ein Löwe während der Öffnungszeiten infolge einer starken Erschütterung aus seinem Käfig entkommen konnte und einen Tierpfleger anfällt. Ein Mitarbeiter des Zoos schlüpfte während der Besuchszeit in ein Löwenkostüm und simulierte damit einen ausgebrochenen Löwen. Die zu Hilfe gerufenen Zoo-Einsatzkräfte und Feuerwehrleute versuchten nun, mit Schildern und Stangen den „Löwen“ in Schach zu halten. Ein Tierarzt legte schließlich mit einem Betäubungsgewehr auf das verkleidete Individuum an und simulierte einen Schuss, woraufhin die Löwenattrappe zusammenbrach, in Netze gewickelt wurde und sich abtransportieren ließ, womit die gespielte Gefahr gebannt war.

## Galerie
Nachfolgende Bildreihe zeigt einige Säugetierarten aus dem Bestand des Tennōji Zoos:

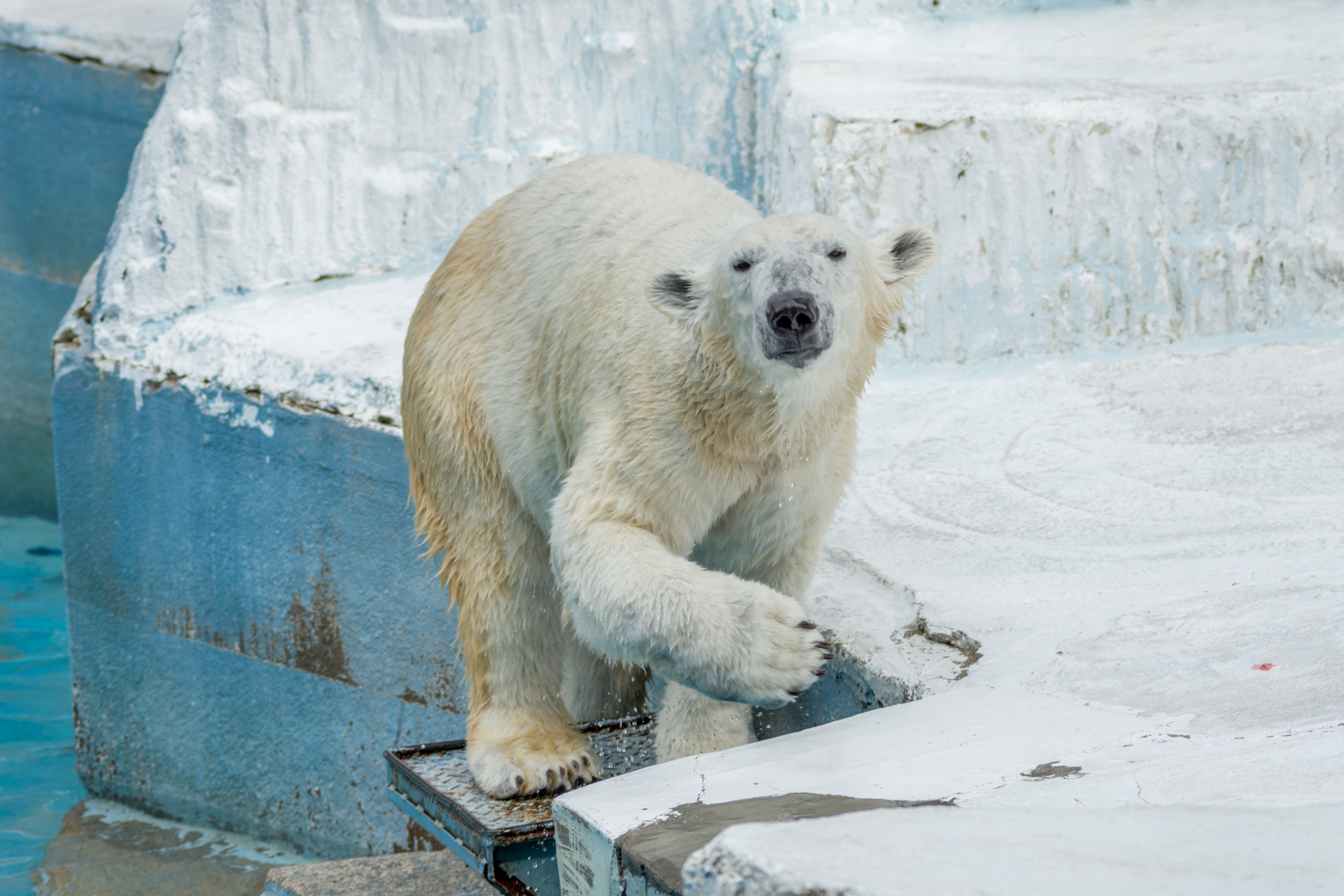
Eisbär (Ursus maritimus)
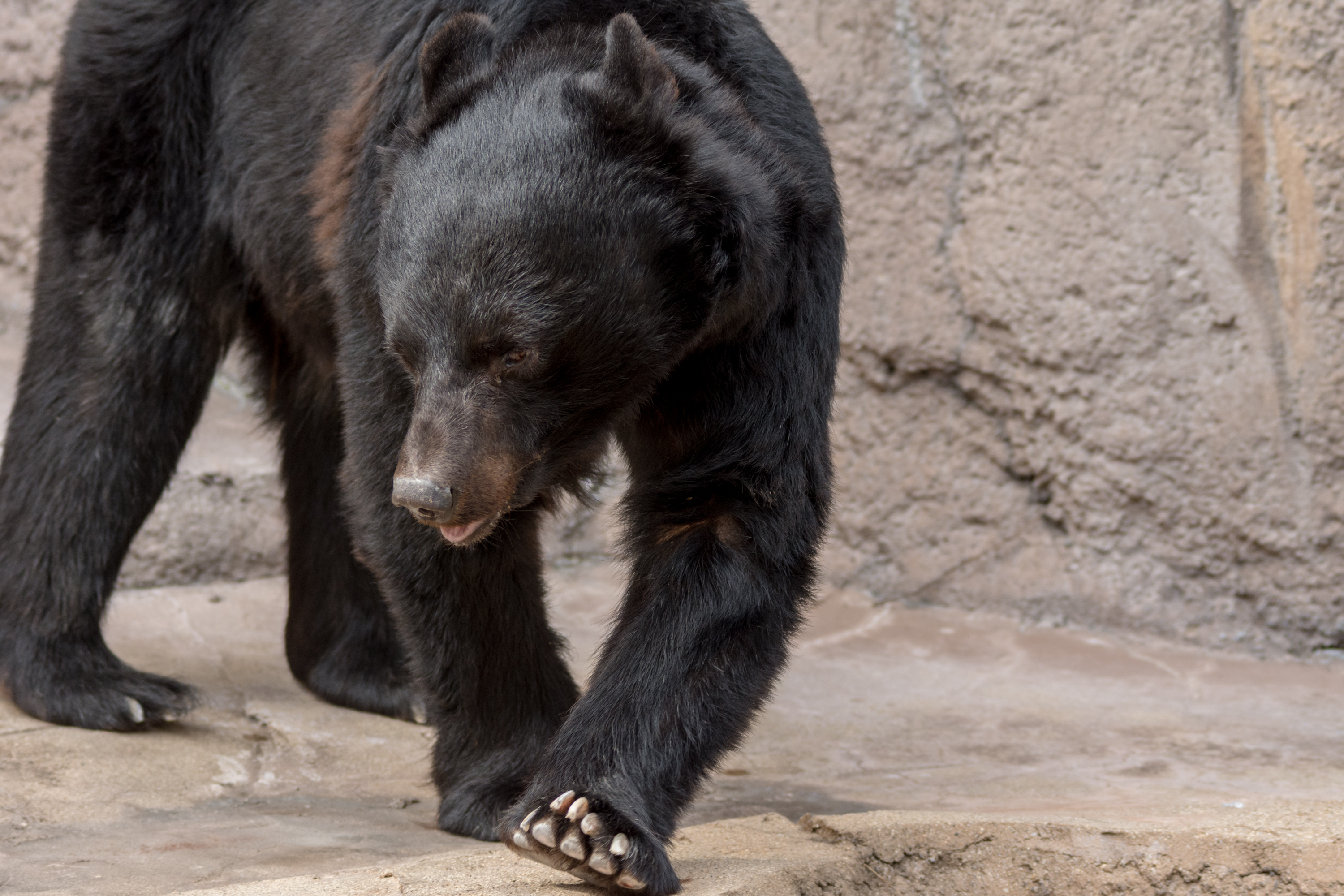
Kragenbär (Ursus thibetanus)
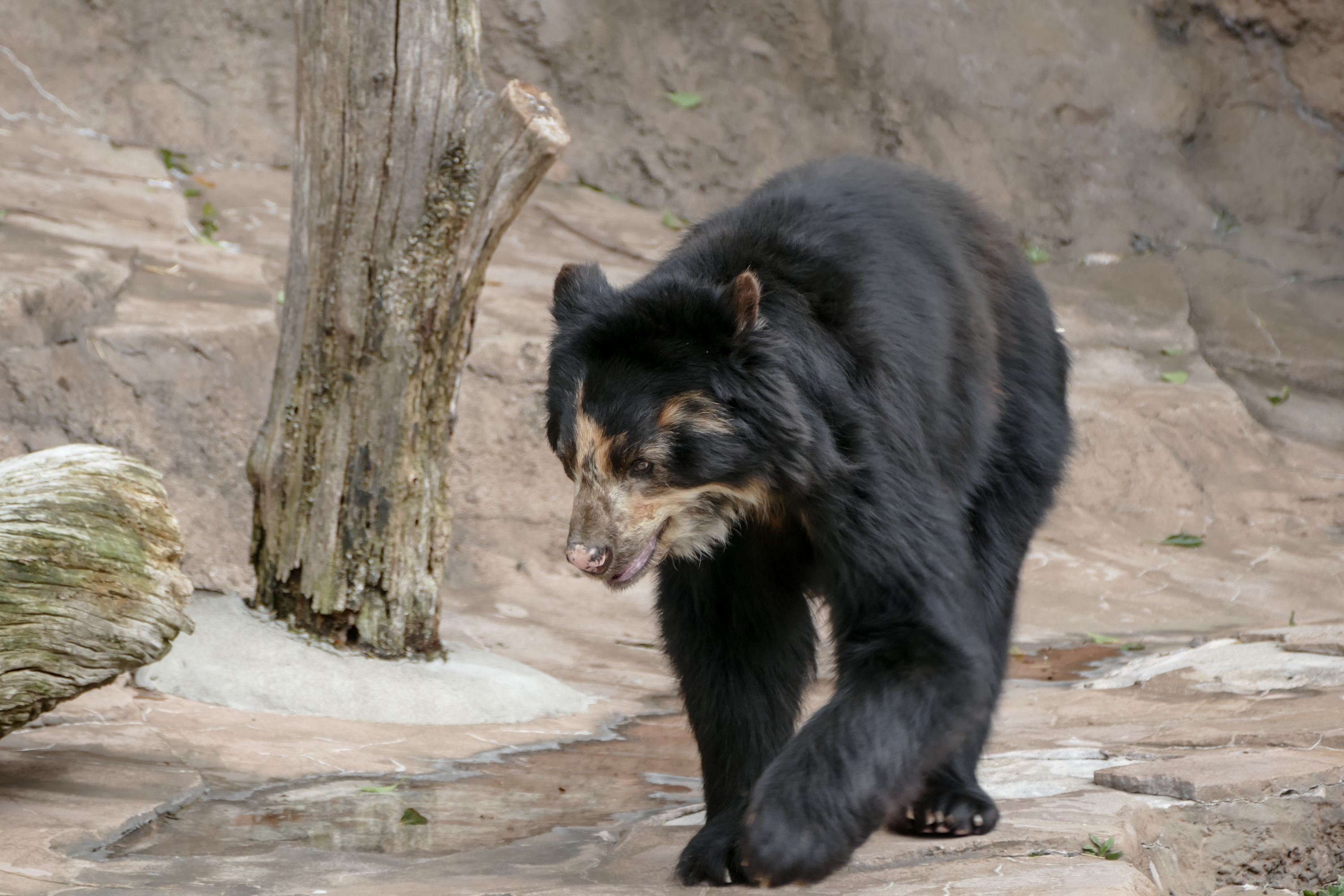
Brillenbär (Tremarctos ornatus)
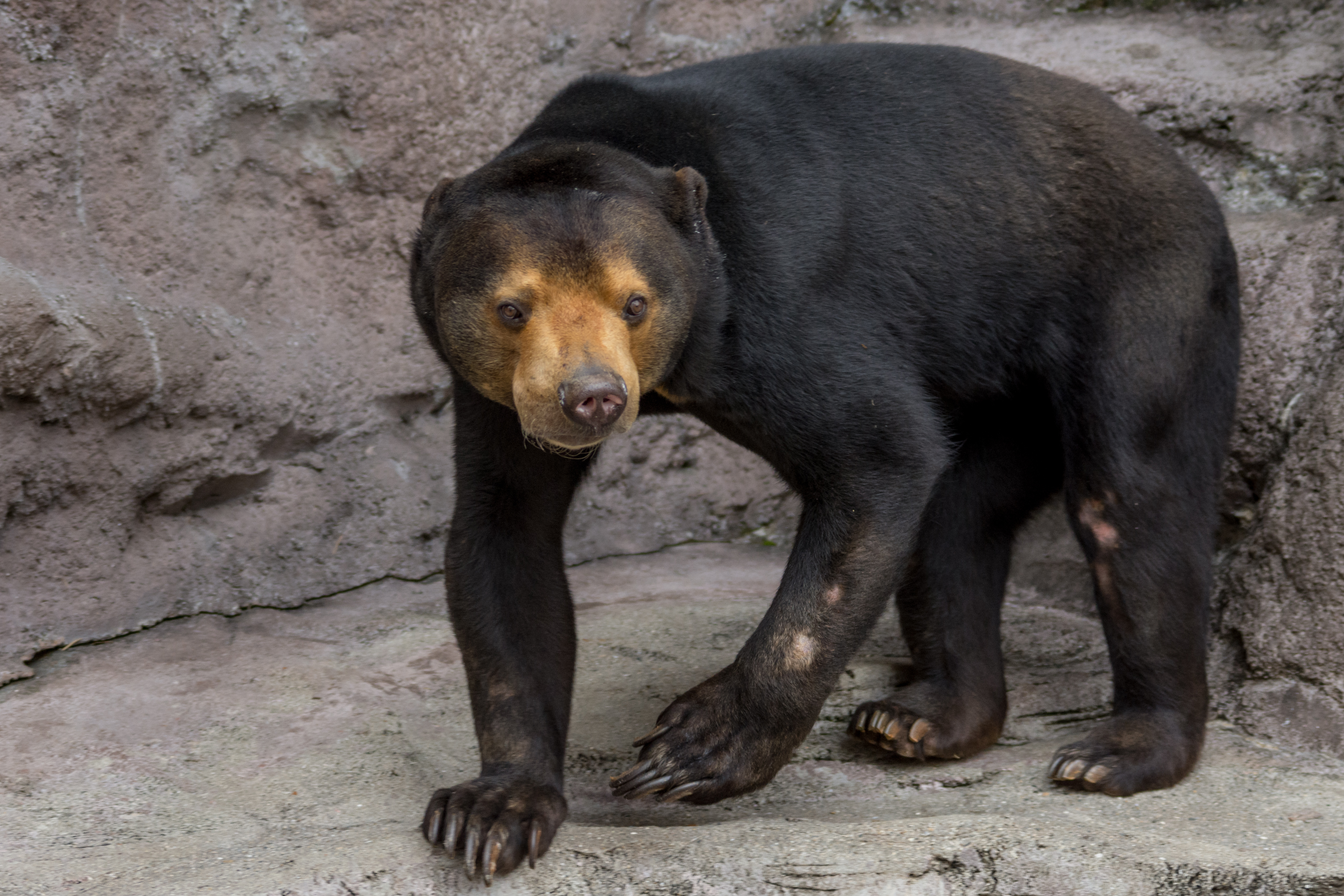
Malaienbär (Helarctos malayanus)
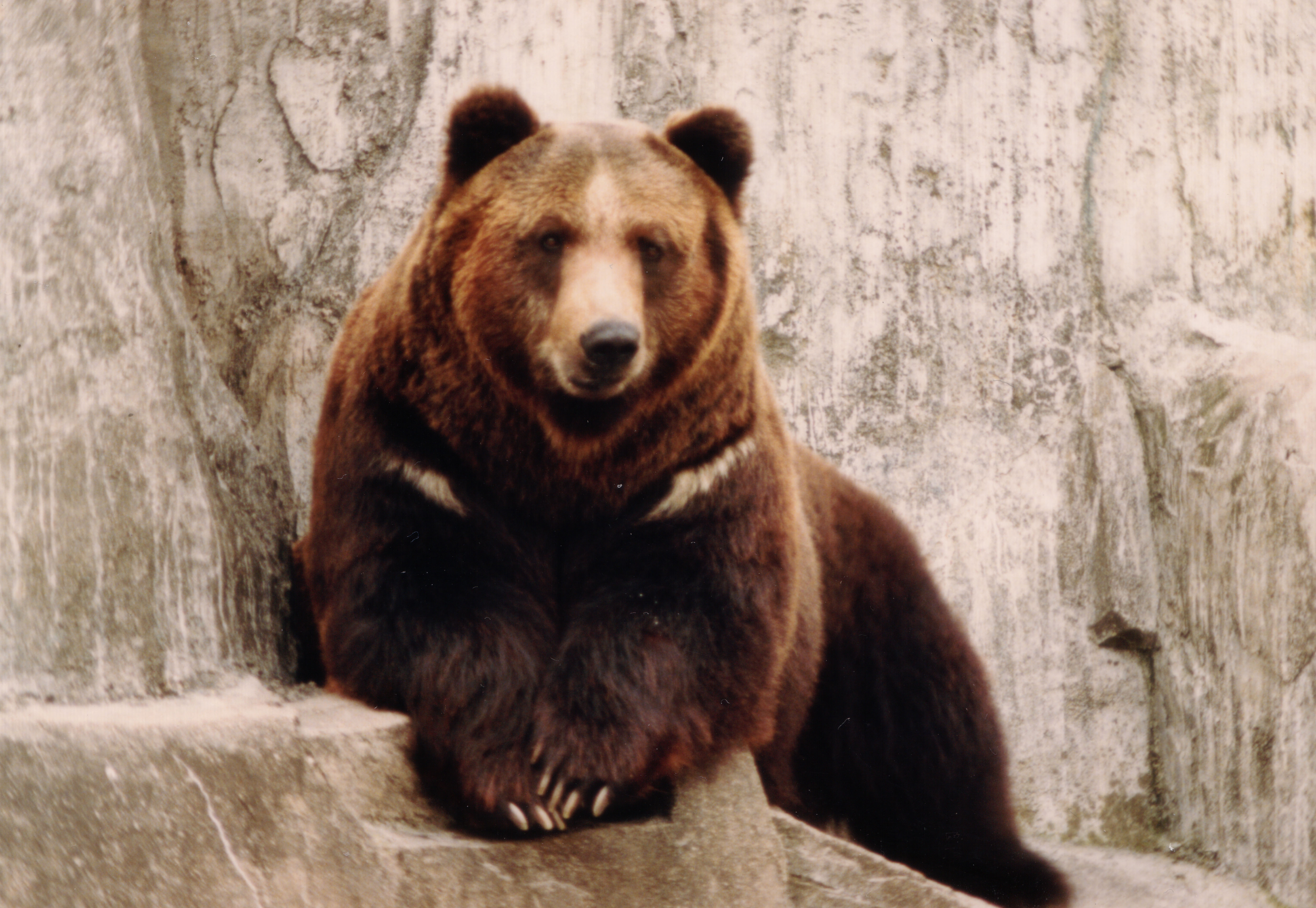
Braunbär (Ursus arctos)
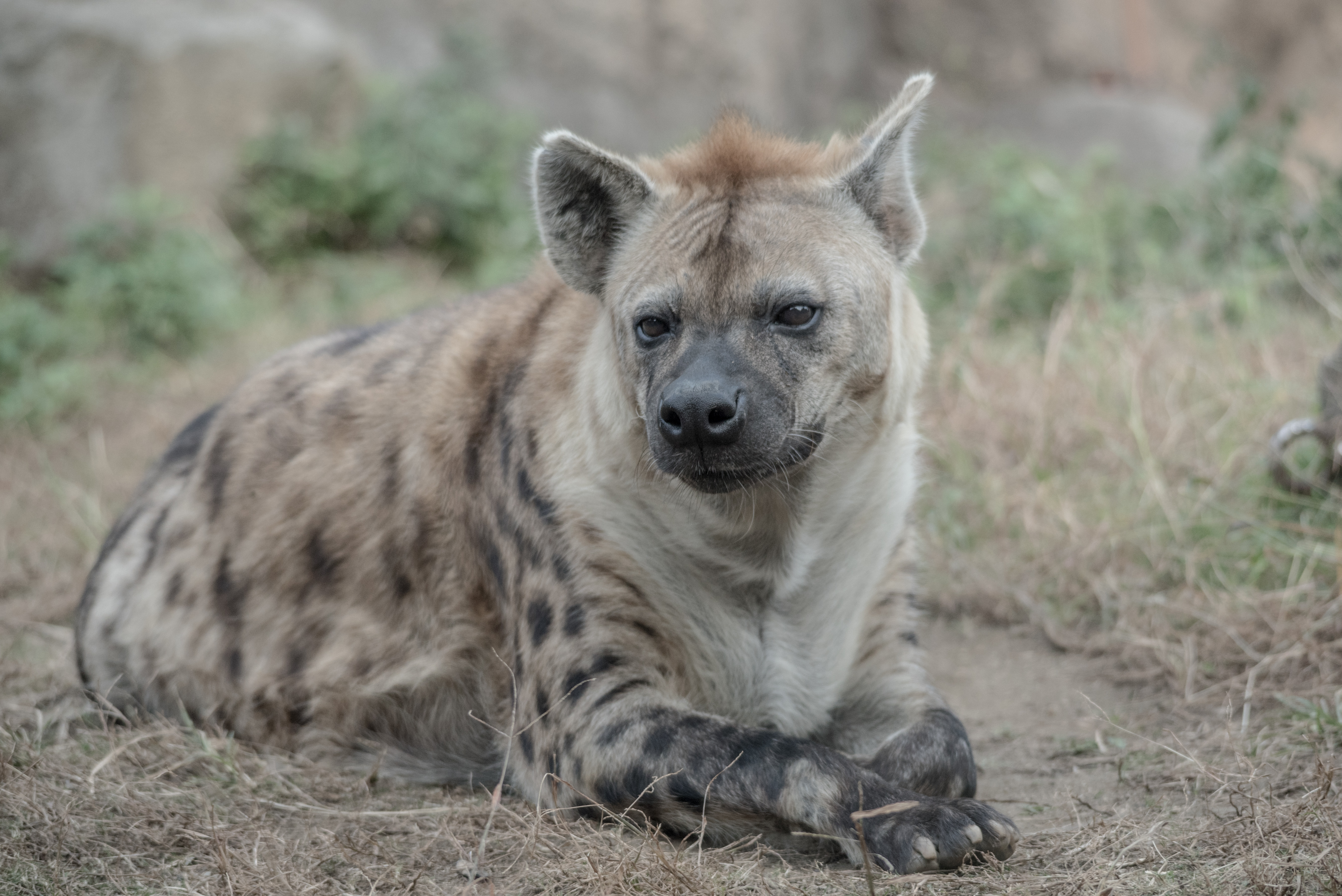
Tüpfelhyäne (Crocuta crocuta)
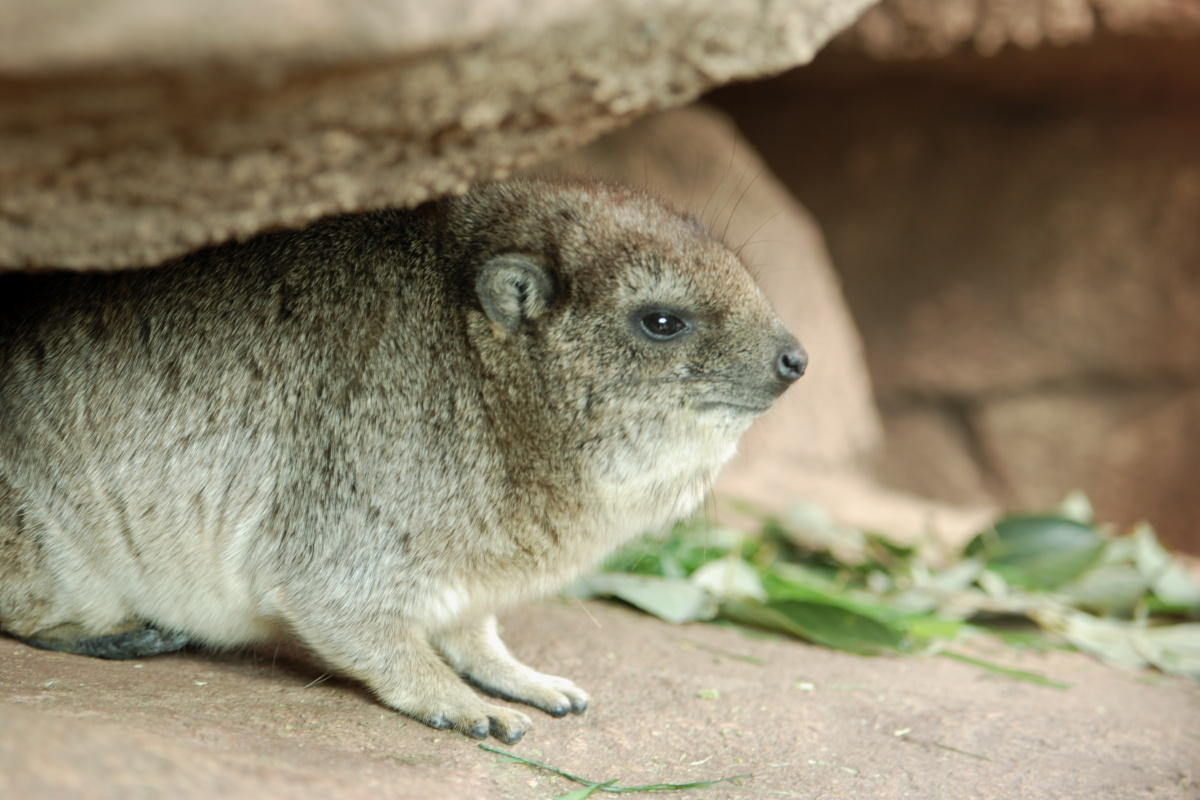
Klippschliefer (Procavia capensis)
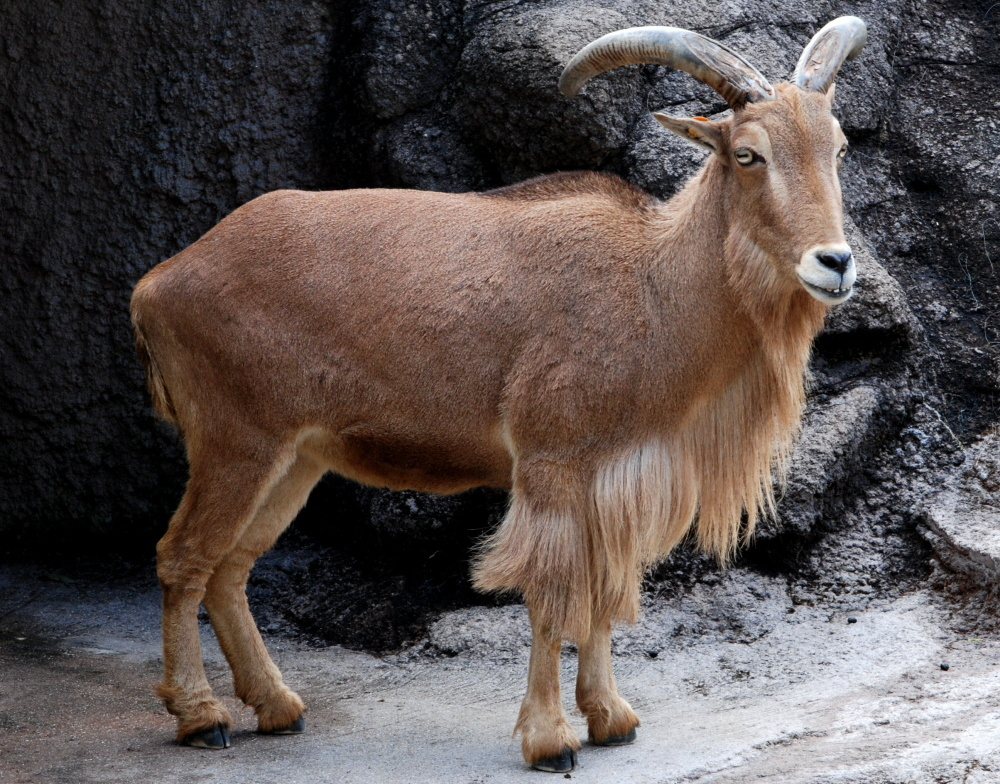
Mähnenspringer (Ammotragus lervia)
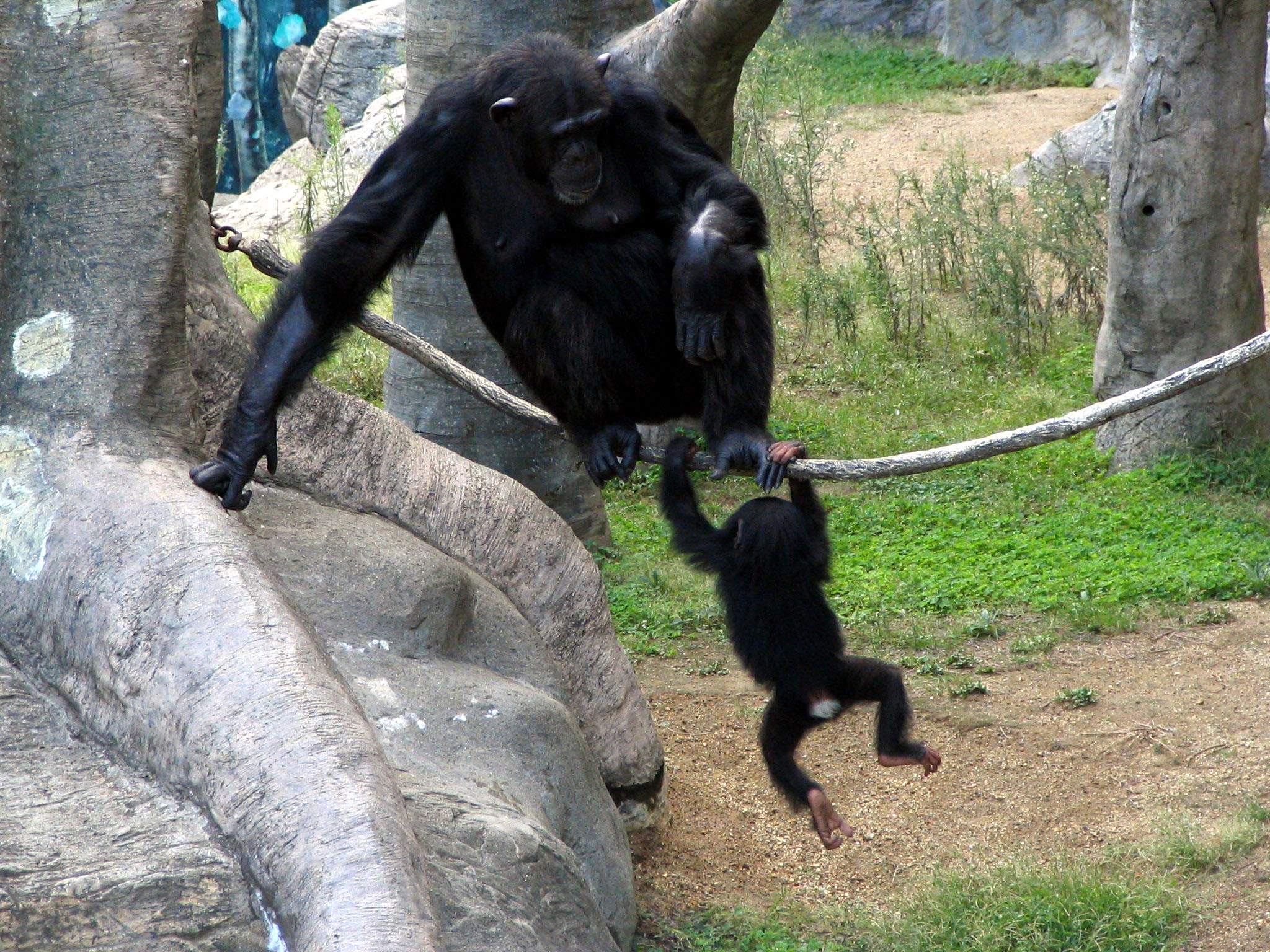
Schimpansen (Pan troglodytes)
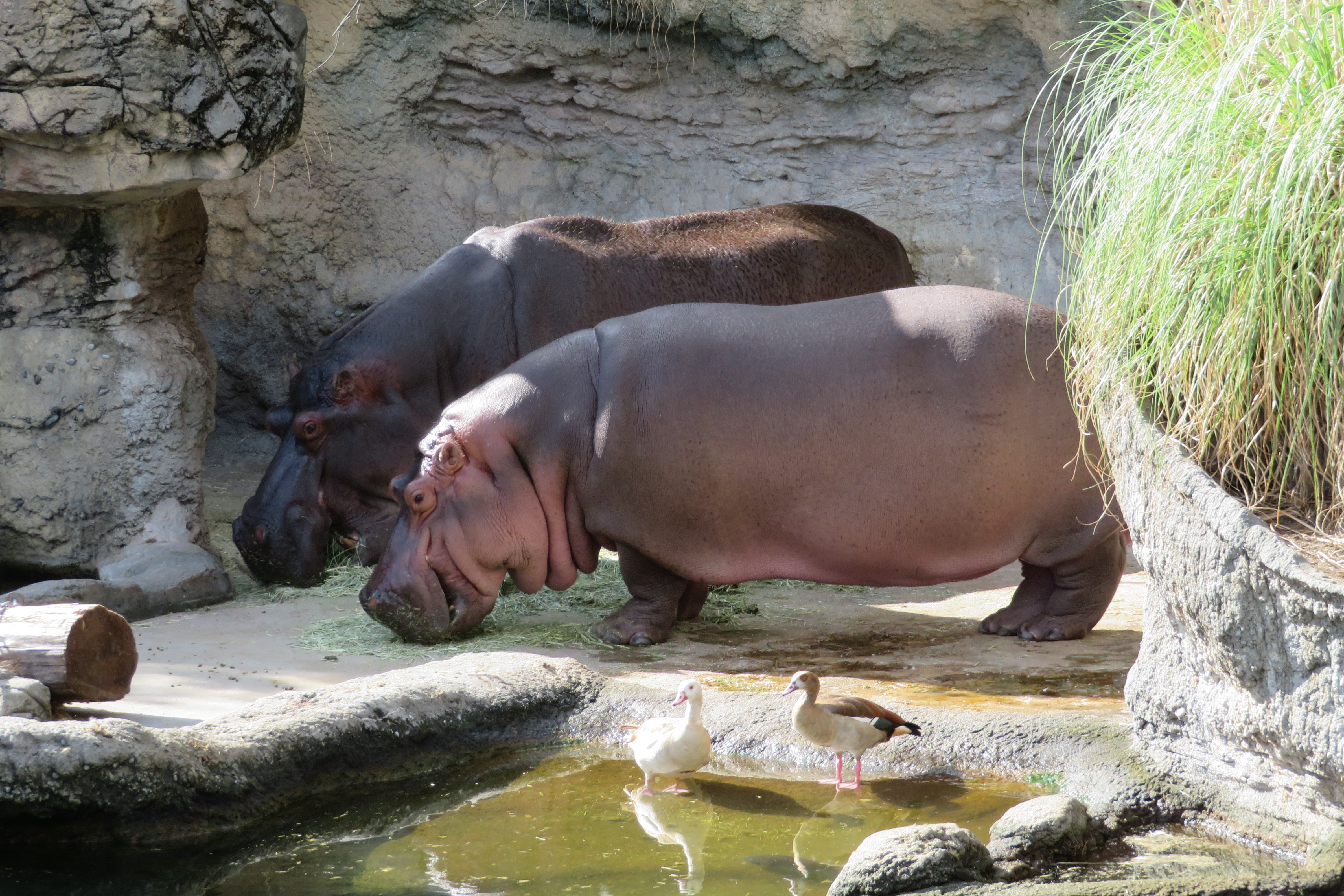
Flusspferde (Hippopotamus amphibius)